# Hans-Heinrich Ebeling
Hans-Heinrich Ebeling  (* 29. Juli 1954; † 30. April 2016) war ein deutscher Historiker und Archivar. Von April 1989 bis April 2006 war er Leiter des Stadtarchivs Duderstadt.

## Leben
Nach dem Studium  der Geschichte, Germanistik und Pädagogik an der TU Braunschweig wurde Ebeling 1985 zum Dr. phil. promoviert. Von 1979 bis 1986 war er wissenschaftlicher Mitarbeiter an den Niedersächsischen Staatsarchiven in Wolfenbüttel, Hannover und Osnabrück. Nach Abschluss des 2. Staatsexamens für den höheren Archivdienst an der Archivschule Marburg übernahm er 1989 die Leitung des Stadtarchivs Duderstadt, von 1997 an auch die des dortigen Heimatmuseums. 2005 ging er wegen einer schweren Erkrankung in den vorgezogenen Ruhestand.

## Schriften (Auswahl)
- Die Juden in Braunschweig. Braunschweiger Werkstücke Band 22, Braunschweig 1987, ISBN 3-87884-034-9
- mit Hans-Reinhard Fricke: Duderstadt 1929 – 1949. Untersuchungen zur Stadtgeschichte im Zeitalter des Dritten Reichs. Vom Ende der Weimarer Republik bis zur Gründung der Bundesrepublik Deutschland. Mit Beiträgen von Gudrun Pischke u. a. Mecke, Duderstadt 1992, ISBN 3-923453-44-2.
- als Bearbeiter zusammen mit Maria Hauff: Duderstadt und das Untereichsfeld. Lexikon einer Landschaft in Südniedersachsen. Hrsg.: Sparkasse Duderstadt. Mecke, Duderstadt 1996, ISBN 3-923453-85-X.
- Die Dorfgeschichte von Westerode. Mecke, Duderstadt 1996, ISBN 3-923453-75-2.
- als Hrsg.: Duderstadt 1945 – 1949. Kriegsende und Neubeginn. Ein Quellen- und Lesebuch. [Hrsg.: Stadt Duderstadt – Der Stadtdirektor]. Ausgewählt und kommentiert von Hans-Heinrich Ebeling. Quellen zur Geschichte der Stadt Duderstadt, Heft 1. Mecke, Duderstadt 1997, ISBN 3-932752-04-X.
- Das "Duderstadt-Projekt" – archivische Voraussetzungen und Überlegungen. In: Hans-Heinrich Ebeling und Manfred Thaller (Hrsg.): Digitale Archive. Die Erschließung und Digitalisierung des Stadtarchivs Duderstadt. Max-Planck-Institut für Geschichte, 1999, S. 49–68.
- Duderstadt. In: Herbert Obenaus (Hrsg. in Zusammenarbeit mit David Bankier und Daniel Fraenkel): Historisches Handbuch der jüdischen Gemeinden in Niedersachsen und Bremen., Band 1 und 2 (1668 S.), Göttingen 2005, ISBN 3-89244-753-5, Seite 497–507.
- mit Hans-Reinhard Fricke, Bettina Bommer, Ulrike Ehbrecht, Jens Otto Erdbrügger, Maria Hauff und Sabine Wehking: Duderstädter Häuserbuch. Beiträge zur Geschichte der Stadt Duderstadt – Veröffentlichungen aus Stadtarchiv und Heimatmuseum – Band V. Stadt Duderstadt, Duderstadt 2007, ISBN 978-3-936617-70-2. Dem Buch ist eine digitale Häuserbuch-CD-ROM beigefügt.